# Clostridium histolyticum
Clostridium histolyticum (лат.) — вид грамположительных, факультативно анаэробных, спорообразующих палочковидных бактерий рода Clostridium. Является одним из возбудителей газовой гангрены у человека и млекопитающих. Её разрушающие способности, воздействующие на мягкие ткани так велики, что по истечении 12 часов после заражения, могут просматриваться кости.

## История
Впервые была описана в 1916 году Вайнбергом и Сегеном, которые выделили эту бактерию из субстрата больных газовой гангреной. Они назвали бактерию Bacillus histolyticus.
С греческого histolyticum переводится, как «растворяющая ткань». Ими была обнаружена высокая патогенность для морских свинок, мышей и кроликов, но в меньшей степени, для крыс. Внутримышечные инъекции бактериальной культуры вызвали сильное разрушение близлежащих тканей, внутримышечные геморрагии, расщепление кожи, обнажение костей, а иногда и автоампутацию. В 1922 году Хеллером была переименована в бактерию Weinbergillus histolyticus, а год спустя Бергей, Харрисон и др. переклассифицировали её как Clostridium histolyticum.

## Биологические свойства
Представляет собой грамположительную спорообразующую подвижную палочковидную бактерию длиной от 3 до 5 мкм. и диаметром от 0,5 до 0,8 мкм. Относится к факультативным анаэробам. Clostridium histolyticum продуцирует большие эндоспоры.
Clostridium histolyticum трудно культивировать, потому что рост ингибируется сахарами, а споры термолабильны (не устойчивы к нагреванию). В мазках раны C. histolyticum очень напоминает C. perfringens, но без капсулы. Это свойство может помешать диагностике инфекции, вызванной C. histolyticum.

## Токсигенность
Исследования показали, что токсигенность штамма Clostridium histolyticum непосредственно связана с его спорообразующей потенцией: чем выше спорообразующая потенция, тем более токсикогенным является штамм. Кроме того, токсигенные штаммы обладают более сильным потенциалом к росту, чем менее токсигенные или нетоксигенные штаммы. Гладкие субштаммы С. histolyticum, кажется, выражают более высокую токсигенность нежели, чем шероховатые субштаммы.

## ТоксиныC. histolyticum
Clostridium histolyticum продуцирует 5 видов серологически идентифицируемых токсинов, часть из которых (β—δ) являются ферментами.

### α-токсин
Альфа-токсин является главным фактором токсигенности C. histolyticum.
При введении в мышцы, вызывает гибель лабораторных животных в течение нескольких часов.
Обладает некротическими свойствами.

### β-токсин
Бета-токсин — коллагеназы, разрушают связывающую ткань мышц. Коллагеназы представляют собой металлопротеазы цинка, которые расщепляют коллаген и желатин на небольшие фрагменты. Семь коллагеназ представляют собой альфа, бета, гамма, дельта, эпсилон, дзета и эта. Они далее идентифицируются по их молекулярным массам (68, 115, 79, 110, 125 и 130 кДа соответственно), чтобы отличить их от пяти токсинов. Бета-токсин играет важную роль в патогенности C. histolyticum, благодаря его способности разрушать коллагеновые волокна в организме и вызывать некроз. Было показано, что бета-токсин вызывает кровоизлияние при помещении на поверхность лёгких животных, кровоизлияния и отёки при введении в крысиные лапы и летальные внутрилёгочные кровоизлияния при внутривенном введении животным.

### γ-токсин
Гамма-токсин — протеиназы, вызывают деструкцию (разрушение) и омертвение (некроз) внутренних органов, в особенности мышц.

### δ-токсин
Дельта-токсин или эластаза, активируется ионами Ca2+. Является протеолитическим ферментом. Ингибируется цистеином. Имеет молекулярную массу в промежутке от 10 до 50 кДа.

### ε-токсин
Эпсилон-токсин проявляет кислород-зависимую гемолитическую активность (лабилен к кислороду), подобно θ-токсину C. perfringens и δ-токсинам C. septicum, и C. novyi.